# Église de la Divine Providence de Vilnius
Pour les articles homonymes, voir Église de la Providence.
L'église de la Divine Providence est une église catholique de Vilnius, construite par les Pères salésiens en 1913-1917 dans le quartier de Vilkpede.

## Histoire
Les Pères salésiens, à l'époque où Vilnius était sous le nom de Vilna chef-lieu du Gouvernement de Vilna appartenant à l'Empire russe, commencent la construction de leur église dans un quartier populaire. Deux ans plus tard la ville est occupée par l'armée allemande et l'agitation populaire des communautés polonaise (la plus importante numériquement), lituanienne (qui représente 2 % des habitants de la ville, mais la moitié des paysans des environs et qui est soutenue plus tard par les bolchéviques) et biélorusse, éclate à la fin de l'année 1918 et plonge la région dans une guerre qui va durer plus de deux ans, jusqu'à ce que Vilnius, sous son nom polonais de Wilno, entre dans la nouvelle république de Pologne en 1922. Elle sera prise par les soviétiques en 1940, par les Allemands l'année suivante et à nouveau par l'Armée rouge en 1945 qui chasse les nazis et la fait entrer dans la république socialiste soviétique de Lituanie. Les Polonais sont expulsés dans les années qui suivent. Tout cela explique le destin tourmenté de cette église, comme tant d'autres à Vilnius.
Les Salésiens font appel à l'architecte Antoni Wiwulski qui adopte un style néo-gothique, et l'église est consacrée en 1917 avec pour patronage principal celui de la Providence divine et pour patronage secondaire celui du Sacré-Cœur de Jésus. L'église est sécularisée en 1948 par les autorités communistes et transformée en magasin, c'est-à-dire entrepôt, des costumes et décors du théâtre dramatique de Vilnius. L'église rouvre pourtant au culte à la fin de l'année 1961 et en 1964 l'icône de Notre-Dame qui se trouvait dans l'église du Sacré-Cœur jamais terminée lui est confiée.
L'église est rénovée en 1982-1983. Les offices sont célébrés en polonais et en lituanien.

## Galerie

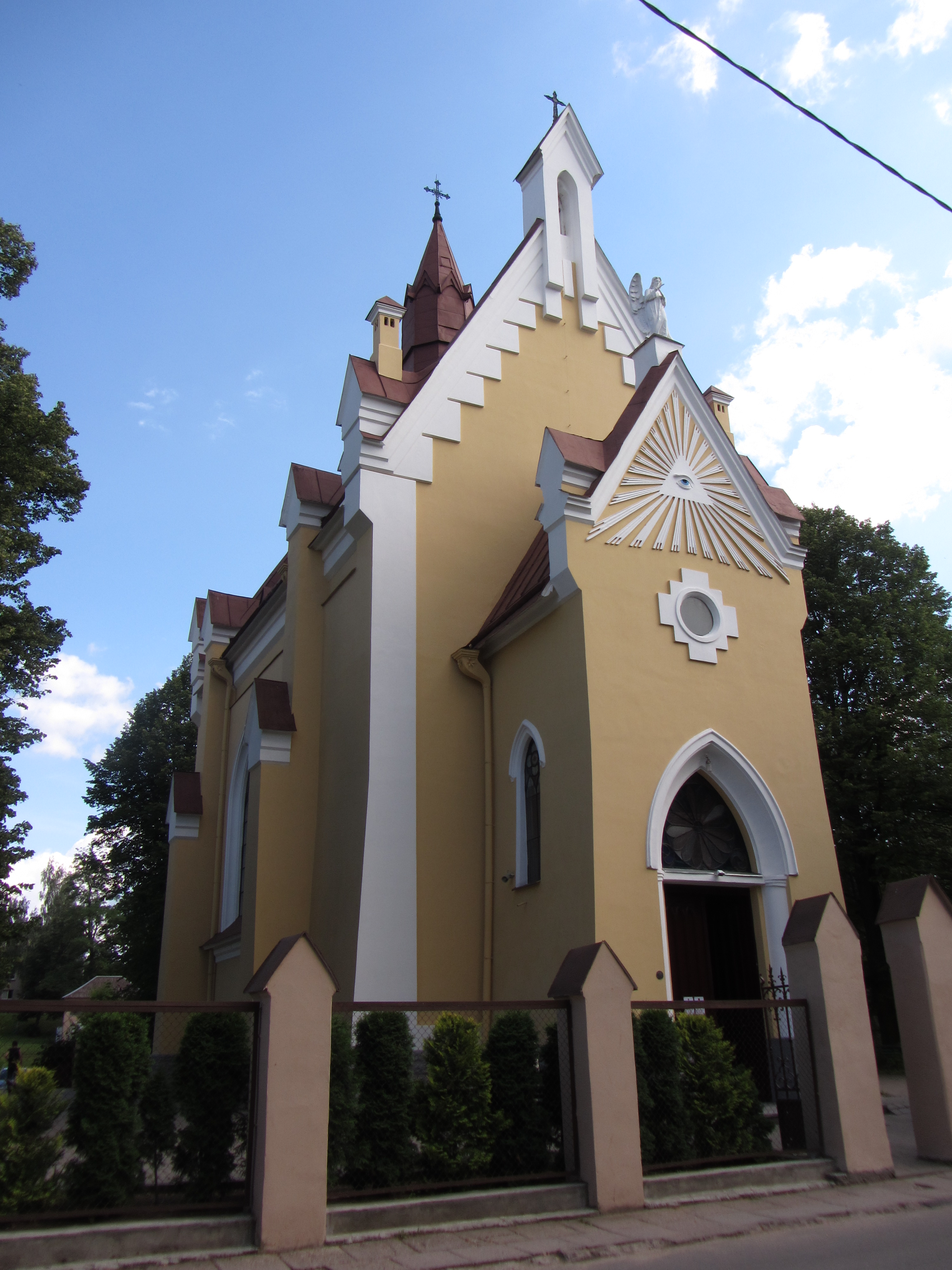
Façade avec le symbole de la Providence
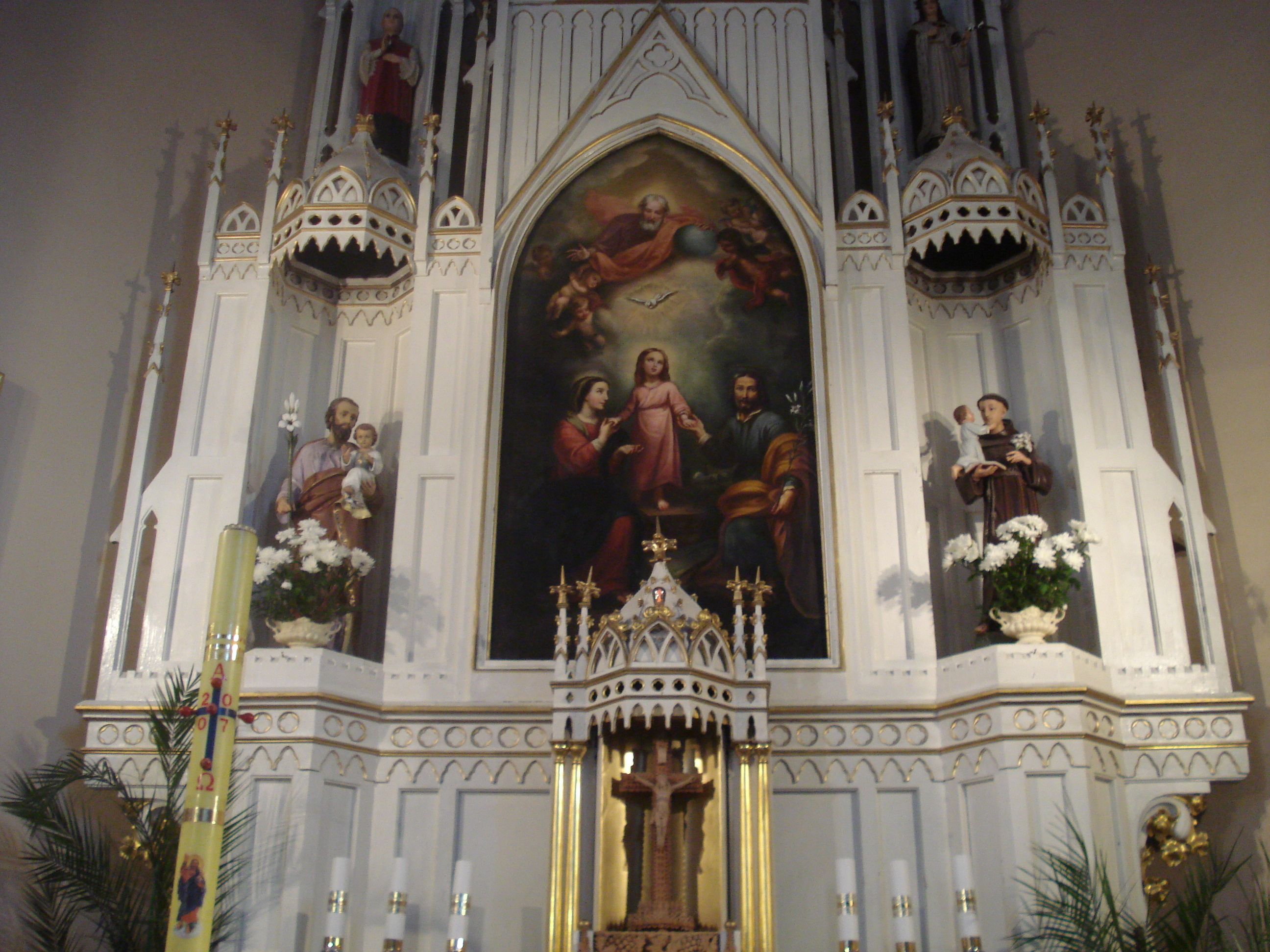
Maître-autel néo-gothique avec tableau représentant la sainte Famille, une statue de saint Joseph et une statue de saint Antoine de Padoue tous deux tenant l'Enfant-Jésus
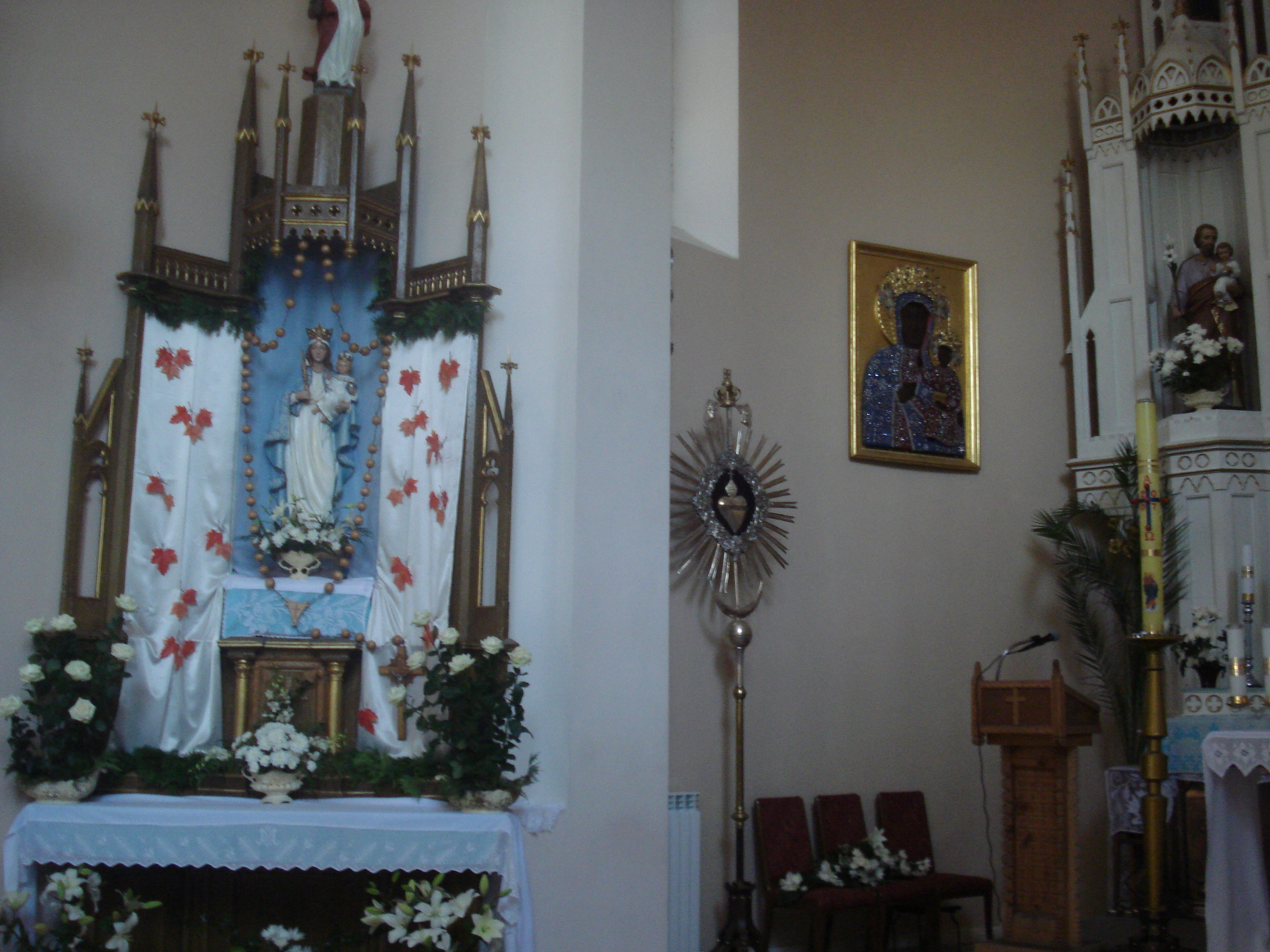
Autel de Notre-Dame du Rosaire et icône miraculeuse
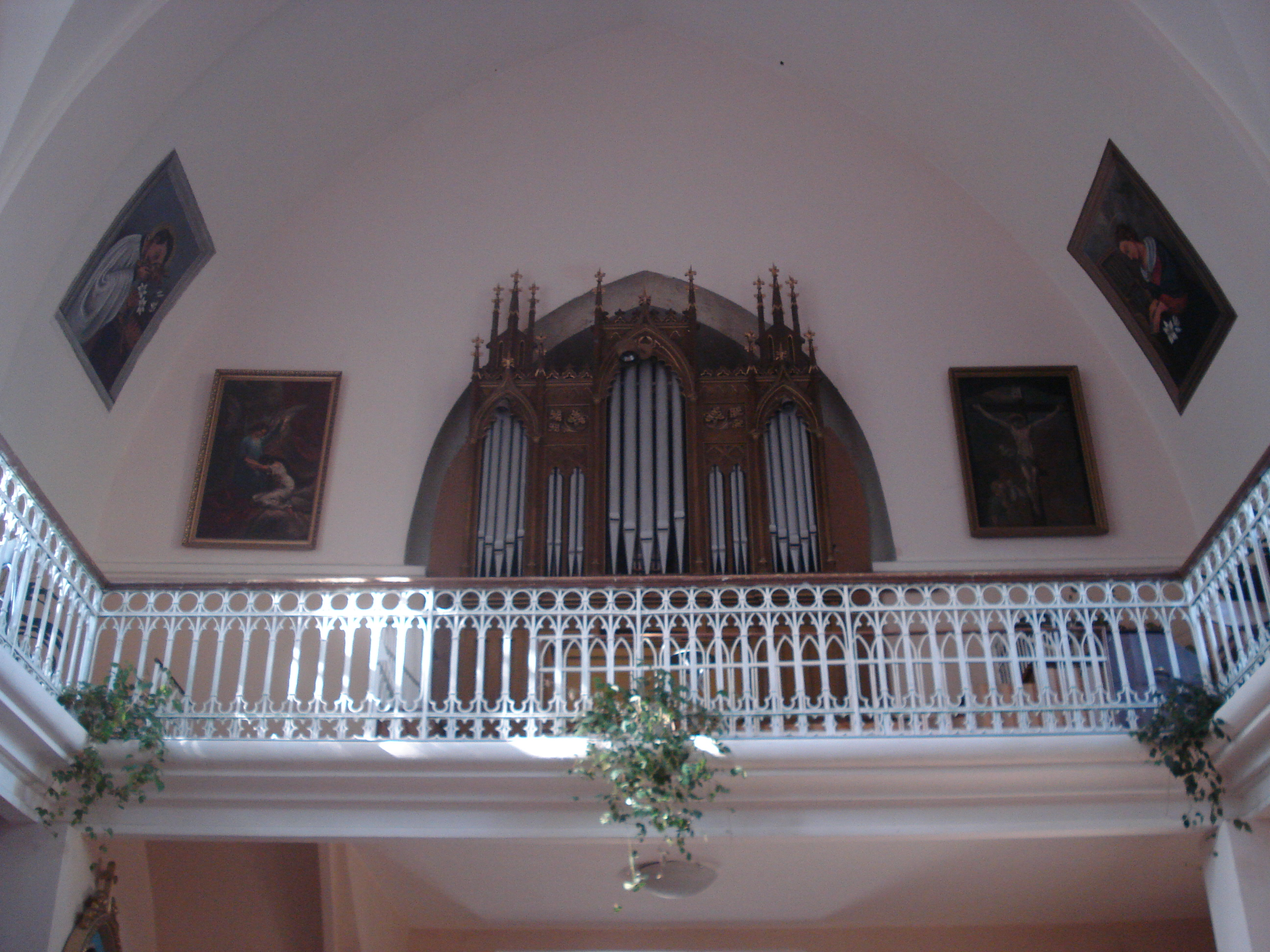
La tribune et l'orgue
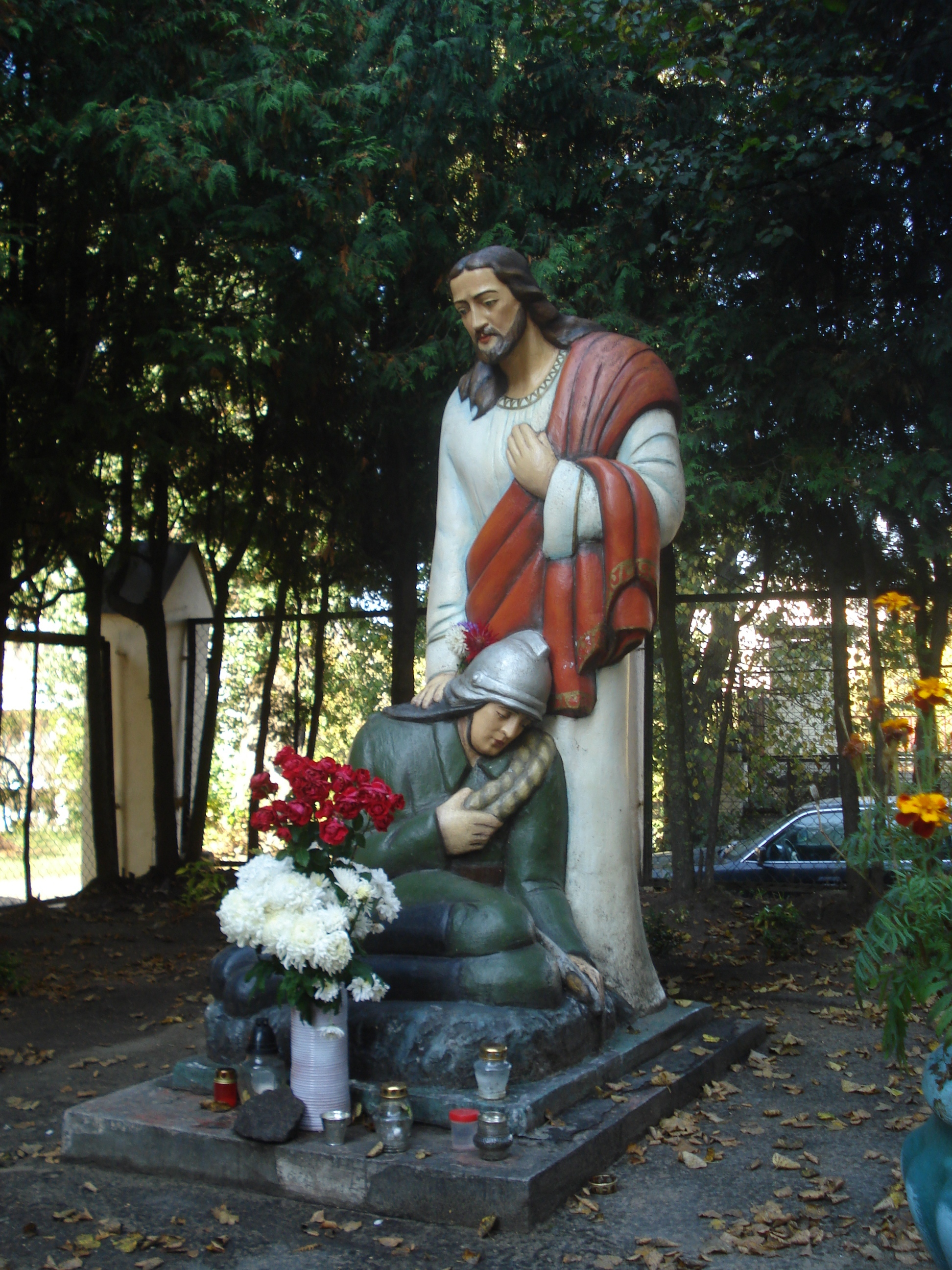
Jésus et le Pompier dans le parvis de l'église